# Ramón Liarte Viu
Ramón Liarte Viu (Almudébar, Foia d'Osca, 30 d'agost de 1918 – Tolosa de Llenguadoc, 10 de gener de 2004) fou un anarcosindicalista i escriptor aragonès.
S'establí a Barcelona des de petit. Pertanyia a una família humil i es va formar de manera autodidacta. Durant la Segona República Espanyola arribà a ser el secretari general de les Joventuts Llibertàries de Catalunya.
En esclatar la guerra civil espanyola s'allistà a la Columna Durruti, de la que en fou redactor del seu diari El Frente. Durant el 1937-1938 continuà com a secretari de les Joventuts Llibertàries i fou membre del comitè provincial de la FAI. En acabar la guerra marxà a França, però passà pels camps de concentració de Vernet i Djelfa (1942), així com per les presons de Torre del Temple, Fresnes i Roland Garros. Aconseguí escapar amb ajuda de la CGT francesa i col·laborà amb la Resistència francesa contra els nazis. En acabar la segona guerra mundial planejà una invasió pel País Basc i entrà clandestinament. Fou detingut i tancat a les presons de Cuevas del Almanzora, Almería i Granada, i quan fou alliberat marxà cap a França.
Formà part del comitè reconstituït del Moviment Llibertari Espanyol i el 1951 participà en el Congrés de l'AIT. El 1955 va substituir Miguel Vallejo Sebastián com a Secretari General de la CNT, fracció possibilista. Dirigí el diari España Libre i treballà incansablement per la reunificació de la CNT. El 1965 participà en el Congrés de Montpeller que va cimentar l'aliança entre CNT, UGT i ELA-STV. A la mort de Franco tornà a Espanya i dirigí Solidaridad Obrera el 1980-1982. Ha escrit nombrosos articles a la premsa llibertària i ha editat molts llibres.

## Obres
- Bakunin, la emancipación del pueblo (1995)
- La revolución social española (1975)
- La CNT y el federalismo de los pueblos de España (1977)
- La lucha del hombre. Anarcosindicalismo (1977)
- Marxismo, socialismo y anarquismo (1978)
- El camino de la libertad, la CNT al servicio del pueblo (1978)
- Entre la revolución y la guerra (1986)
- La sociedad federal (1989)
- Estudio de la revolución española. Fermín Salvochea “el liberador” (1991)